# 西非叉尾帶魚
西非叉尾帶魚，为輻鰭魚綱鱸形目鯖亞目带鱼科的其中一種。分布於東大西洋區，從赤道至14°30'S海域，棲息深度20-500公尺，本魚身體狹長側扁，體銀色;頜骨邊緣和鰓蓋的黑色，背鰭軟條83-89枚，臀鰭硬棘2枚，臀鰭軟條48-53枚，脊椎骨91-96個，體長可達43公分。

## 扩展阅读
維基物種上的相關：西非叉尾帶魚